# Opius anastrephae
Opius anastrephae är en stekelart som beskrevs av Henry Lorenz Viereck 1913. Opius anastrephae ingår i släktet Opius och familjen bracksteklar. Inga underarter finns listade i Catalogue of Life.